# Iveco Crossway LE
Iveco Crossway LE (dříve Irisbus Crossway LE) je model městského a meziměstského částečně nízkopodlažního autobusu, který v rámci koncernu Iveco Bus vyrábí od roku 2007 společnost Iveco Czech Republic Vysoké Mýto. Byl zamýšlen jako nástupce autobusů Karosa řady 900, jejichž výroba byla ukončena na počátku roku 2007. Jedná se o částečně nízkopodlažní (Low Entry – LE) verzi autobusu Iveco Crossway.

## Konstrukce
Crossway LE konstrukčně vychází z modelu se standardní výškou podlahy, linkového vozu Irisbus Crossway. Crossway LE je dvounápravový autobus se zadní hnací nápravou, verze 14,5M je třínápravová s prostřední hnací nápravou, přičemž zadní náprava je pohyblivá. Podélně uložený stojatý motor je společně s převodovkou umístěn v zadní části vozu pod cestovním prostorem. Přední polovina šasi autobusu (po druhé dveře včetně), která je odvozena z městského vozu Irisbus Citelis 12M, je nízkopodlažní o výšce podlahy 320/330 mm nad vozovkou. Zadní část šasi, do které vedou dva schody, je zcela shodná s klasickým Crosswayem. Naproti druhým dveřím se nachází místo pro kočárek nebo invalidní vozík. Požadovaná velikost místa může být zadána objednavatelem, je možné také vytvoření dalšího místa na straně u dveří. Místo může být doplněno sklápěcími sedadly. Sedačky pro cestující jsou rozmístěny 1+1, 1+2 nebo 2+2 (v nízkopodlažní části) a 2+2 (v zadní části autobusu). V pravé bočnici vozu jsou umístěny dvoje nebo troje (dle verze a požadavků) dveře, které mohou být dle přání zákazníka předsuvné nebo otevírající se dovnitř. Crossway LE je také možno vybavit tzv. kneelingem (naklonění stojícího vozu v zastávce o 7° směrem k nástupnímu ostrůvku, čímž se ještě více sníží nástupní výška).
Crossway LE je vyráběn ve čtyřech variantách o délkách 10,8 m, 12 m, 13 m (dříve 12,8 m) a 14,5 m (vyráběn 2018). V autobusech je 9, 11, 12 nebo 14 řad sedadel podle délkové varianty autobusu. Dále se verze dělí podle provozu, ve kterém bude autobus jezdit. Městská verze City může mít dvoje nebo troje dveře (ty třetí jsou přidány za zadní nápravu) a je vybavena sedadly městského typu (tenké, zezadu plastové). Přední a střední dveře jsou dvoukřídlé, široké 1 200 mm. Případné zadní dveře jsou jednokřídlé, široké 800 mm. Příměstská či meziměstská verze Line je standardně vybavena dvěma dveřmi, verze o délce 14,5 m bývá i se třemi dveřmi. Sedadla jsou tlustá, zcela potažena látkou. Sedadla mohou být vybavena opěrkami na ruce. Přední dveře jsou jednokřídlé, široké 800 mm nebo dvoukřídlé, široké 1200 mm. Dveře šířky 800 mm byly původně dostupné i jako dvoukřídlé, avšak později od toho bylo upuštěno.

## Výroba a provoz
Světová premiéra Crosswaye LE proběhla v květnu 2007 na veletrhu UITP v Helsinkách. Česká prezentace se odehrála o dva měsíce později na zámku v Litomyšli. Během druhé poloviny roku 2007 začala sériová výroba vozu, která pokračuje dodnes. Na brněnské výstavě Autotec 2008 měla světovou premiéru třídveřová verze. 
V roce 2008 byly Crosswaye LE dodány mimo jiné pražskému DP (dva speciálně upravené předsériové vozy o délce 12,8 metrů, které byly upraveny pro přepravu vozíčkářů), brněnskému DP nebo do slovenských měst Martin , Spišská Nová Ves a Trenčín. Dalšími provozovateli vozidel jsou například společnosti ČSAD Střední Čechy, ČSAD MHD Kladno, Arriva Střední Čechy, Arriva City, CDS Náchod, ČSAD Uherské Hradiště, BusLine, TQM - holding, BORS BUS, VYDOS BUS, Dopravní podnik Karlovy Vary, Vojtila Trans, Z-Group bus a další. Crossway LE tak patří mezi nejrozšířenější příměstské autobusy v Česku. Jeho nejrozšířenějším konkurentem v Česku byl SOR CN 12, jehož výroba byla v roce 2022 ukončena a nahrazena typem SOR ICN 12.

## Varianty

### Irisbus Crossway LE (2007–2013)
| Model                     | Délka     | Šířka    | Výška bez klimatizace | Výška s klimatizací | Rozvor   | Přední převis | Zadní převis |
| ------------------------- | --------- | -------- | --------------------- | ------------------- | -------- | ------------- | ------------ |
| Irisbus Crossway LE 10,8M | 10 665 mm | 2 550 mm | 3 052 mm              | 3 210 mm            | 4 825 mm | 2 673 mm      | 3 292 mm     |
| Irisbus Crossway LE 12M   | 11 995 mm | 2 550 mm | 3 052 mm              | 3 210 mm            | 6 030 mm | 2 673 mm      | 3 292 mm     |
| Irisbus Crossway LE 12,8M | 12 760 mm | 2 550 mm | 3 052 mm              | 3 210 mm            | 6 945 mm | 2 673 mm      | 3 292 mm     |

Vyráběny ve dvou provedeních podle provozu:
- City – městská verze
- Line – příměstská / meziměstská verze

### Iveco Crossway LE (2013–dosud)
| Model                   | Délka     | Šířka    | Výška bez klimatizace | Výška s klimatizací | Rozvor              | Přední převis | Zadní převis |
| ----------------------- | --------- | -------- | --------------------- | ------------------- | ------------------- | ------------- | ------------ |
| Iveco Crossway LE 10,8M | 10 845 mm | 2 550 mm | 3 140 mm              | 3 210 mm            | 4 825 mm            | 2 725 mm      | 3 295 mm     |
| Iveco Crossway LE 12M   | 12 050 mm | 2 550 mm | 3 140 mm              | 3 210 mm            | 6 030 mm            | 2 725 mm      | 3 295 mm     |
| Iveco Crossway LE 13M   | 12 965 mm | 2 550 mm | 3 140 mm              | 3 210 mm            | 6 945 mm            | 2 725 mm      | 3 295 mm     |
| Iveco Crossway LE 14,5M | 14 495 mm | 2 550 mm | 3 140 mm              | 3 210 mm            | 6 945 mm + 1 530 mm | 2 725 mm      | 3 295 mm     |

Vyráběny ve dvou provedeních podle provozu:
- City – městská verze
- Line – příměstská / meziměstská verze

Vyráběny v několika provedeních podle pohonu:
- Diesel – pohon na naftu, standardní model, dostupný ve všech délkách
- Natural Power – pohon na stlačený zemní plyn (CNG), představen v roce 2017, dostupný pouze v délkách 12M a 13M
- Hybrid Diesel – kombinace pohonu na naftu a částečného pohonu na elektřinu (tzv. mild hybrid), představen v roce 2022, dostupný ve všech délkách
- Hybrid Natural Power – kombinace pohonu na stlačený zemní plyn a částečného pohonu na elektřinu (tzv. mild hybrid), představen v roce 2022, dostupný ve všech délkách
- ELEC – pohon na elektřinu, představen v roce 2023, dostupný pouze v délkách 12M a 13M

## Galerie

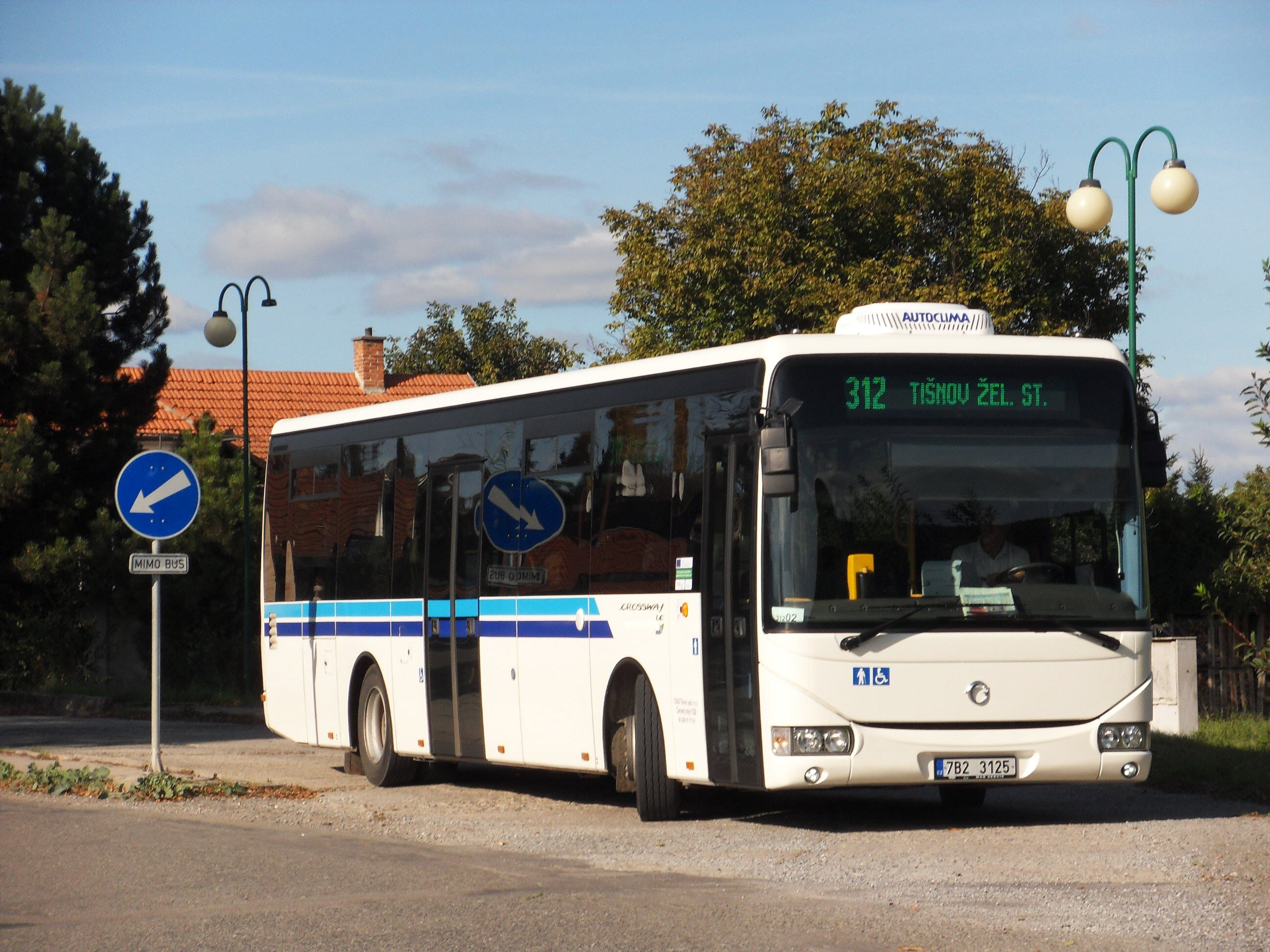
Irisbus Crossway LE Line 12M dopravce ČSAD Tišnov
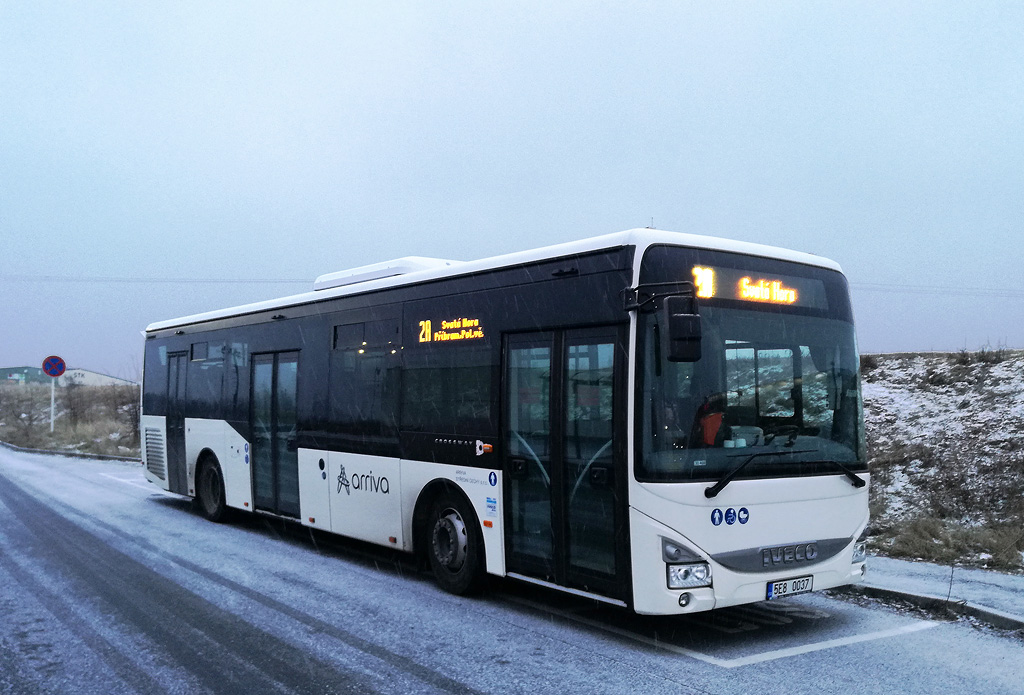
Iveco Crossway LE City 12M dopravce Arriva Střední Čechy
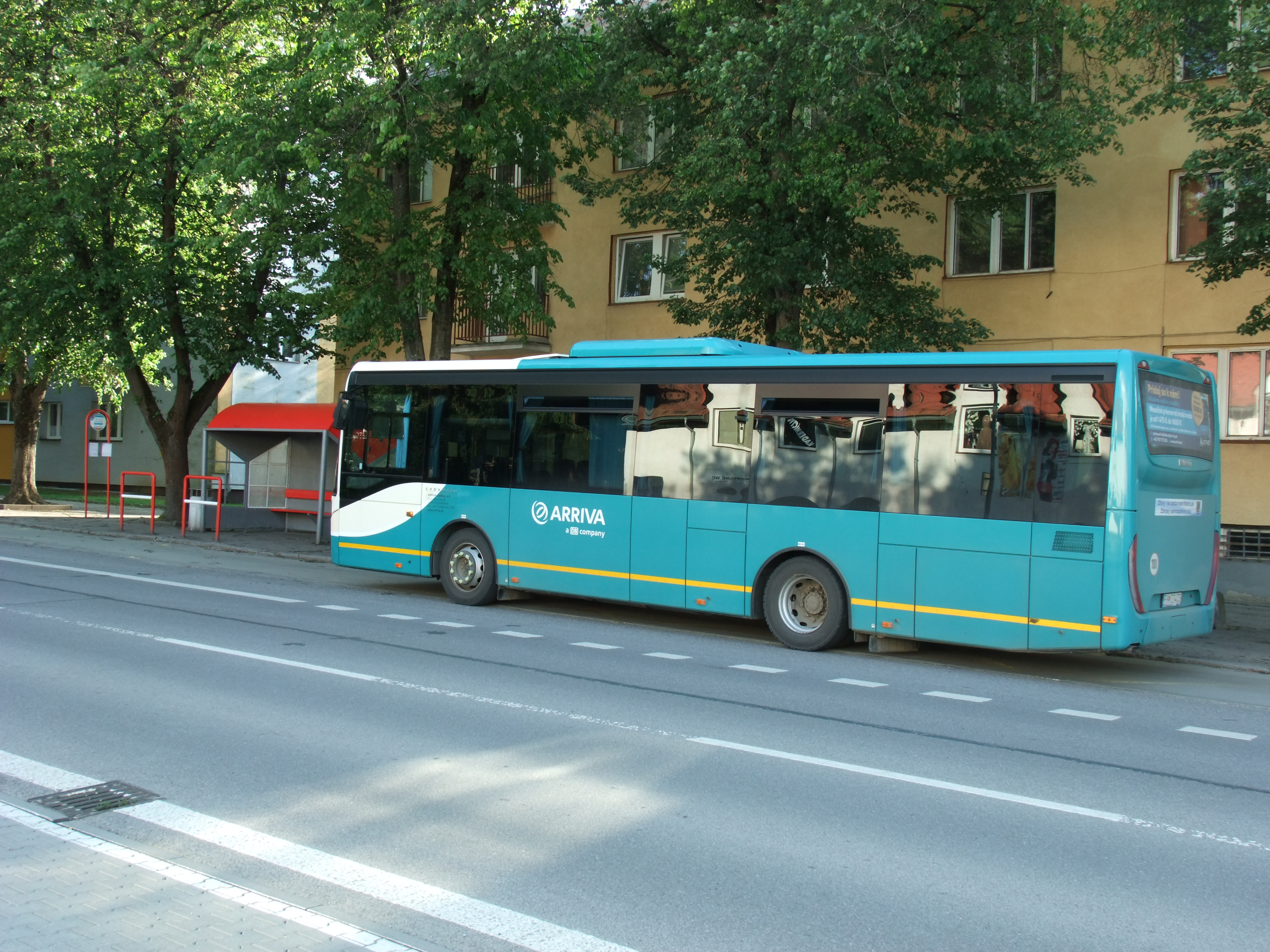
Iveco Crossway LE Line 10,8M ve městě Dolný Kubín
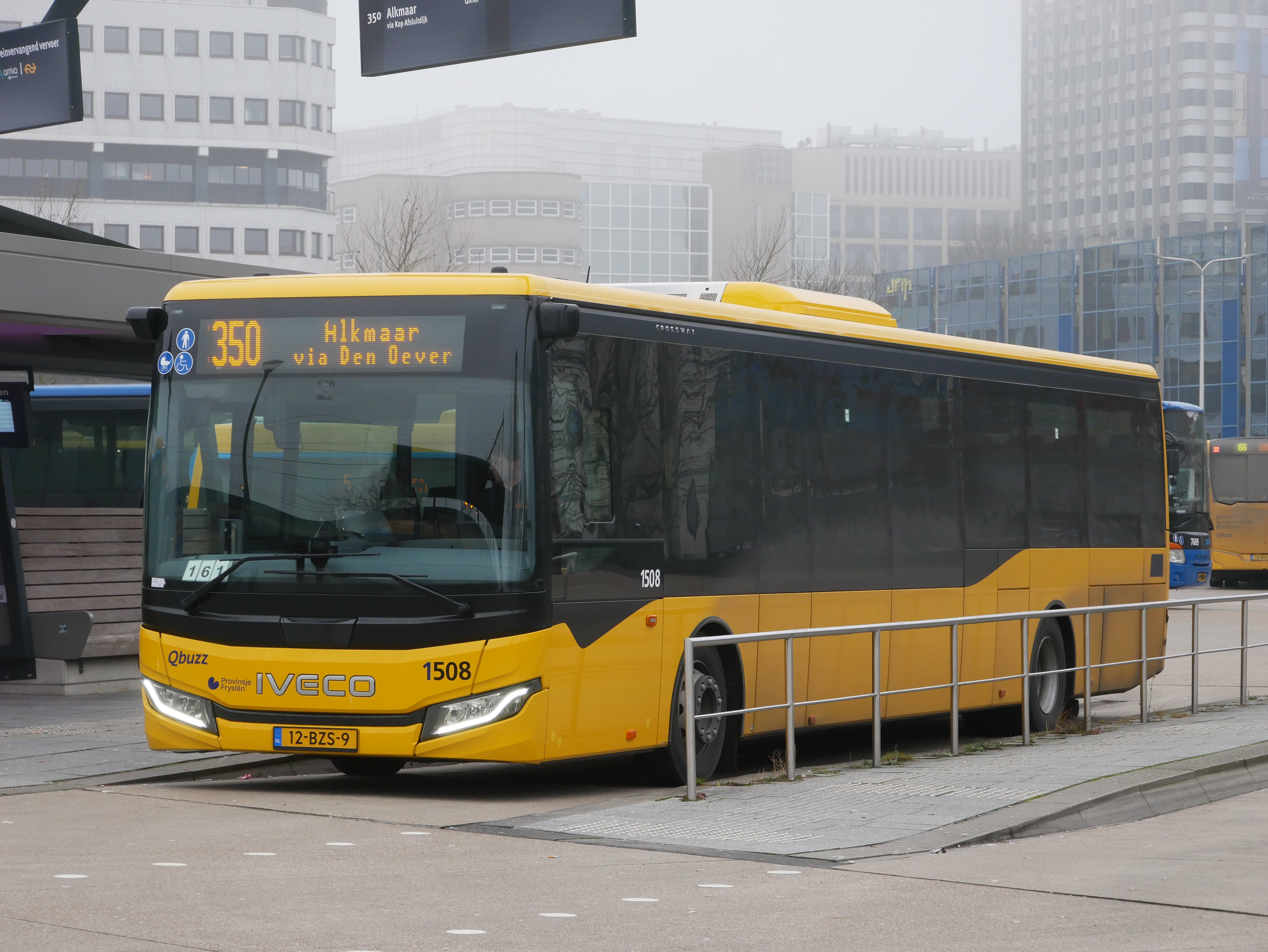
Faceliftovaný Iveco Crossway LE 13M z roku 2024
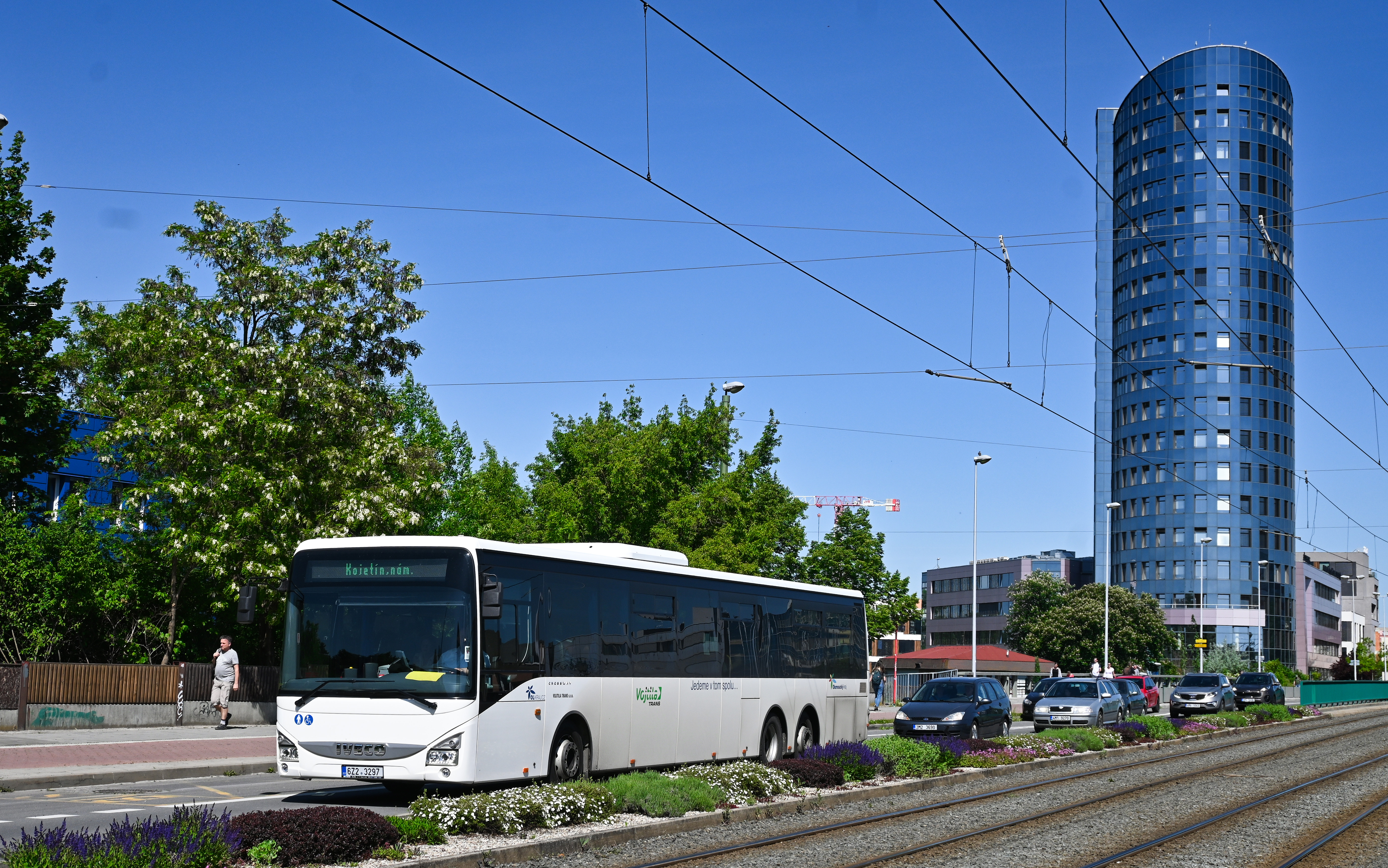
Iveco Crossway LE Line 14,5M v Olomouci
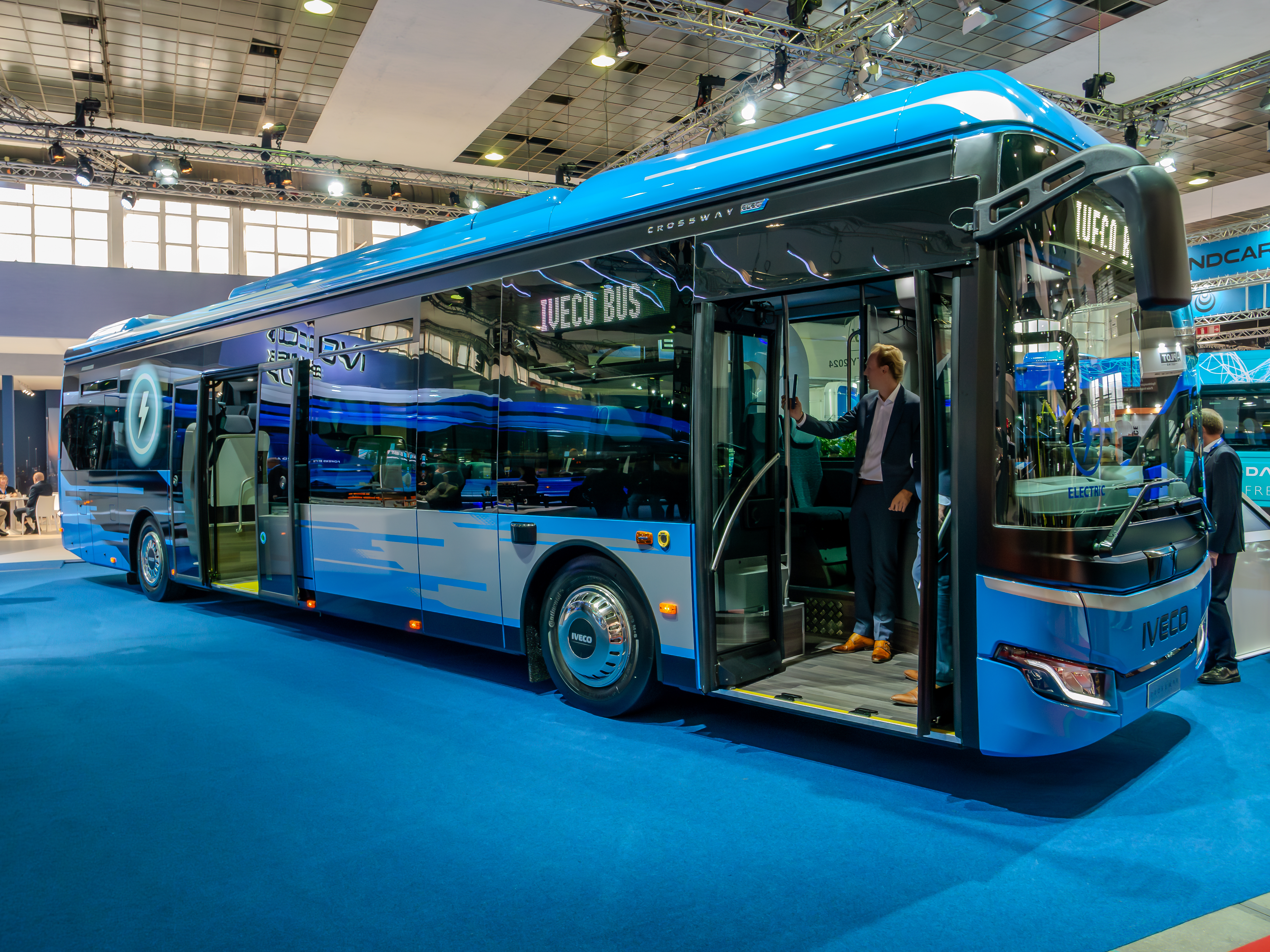
Elektrický Iveco Crossway LE Elec 13M
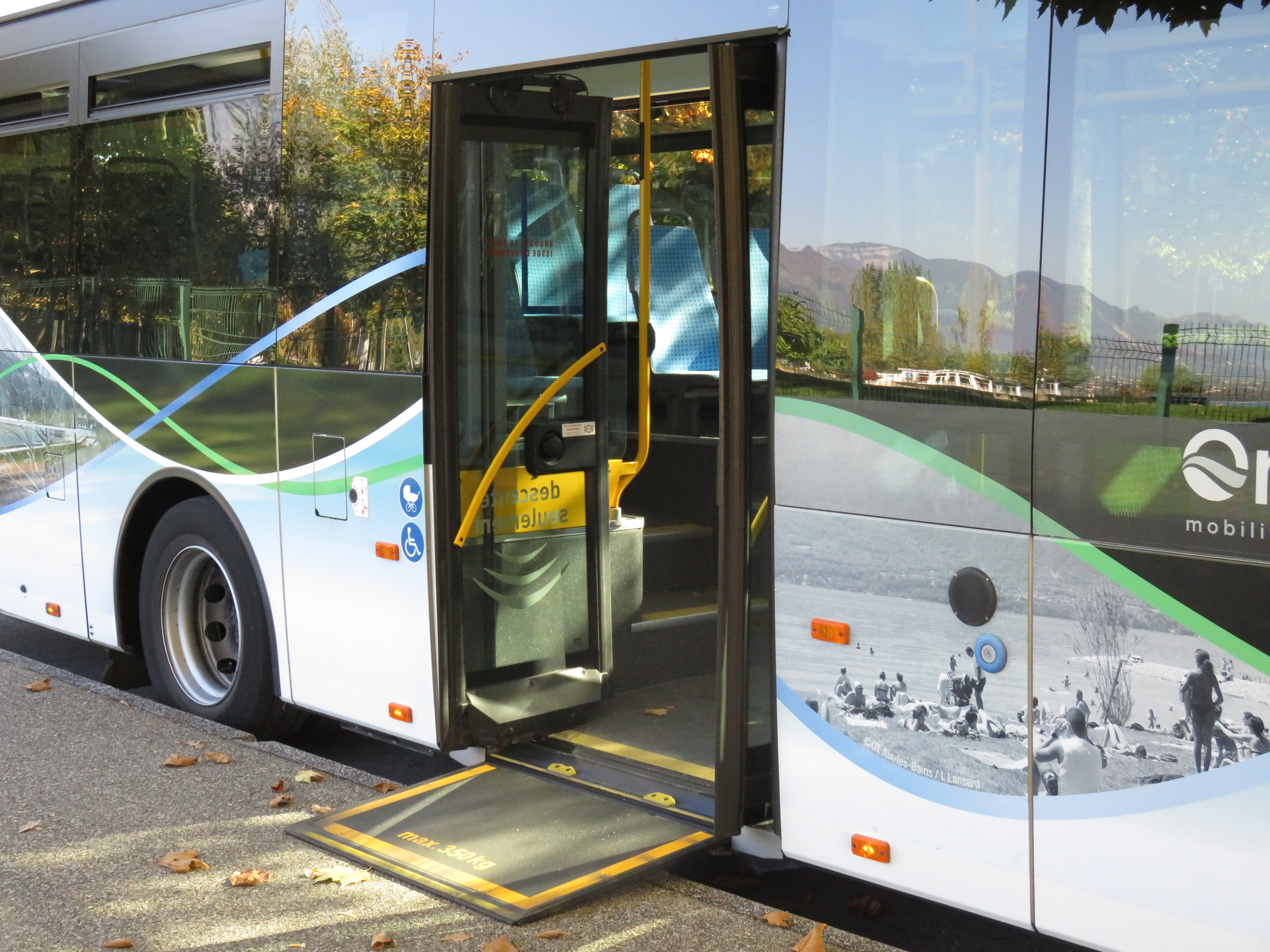
Rampa pro vozíčkáře
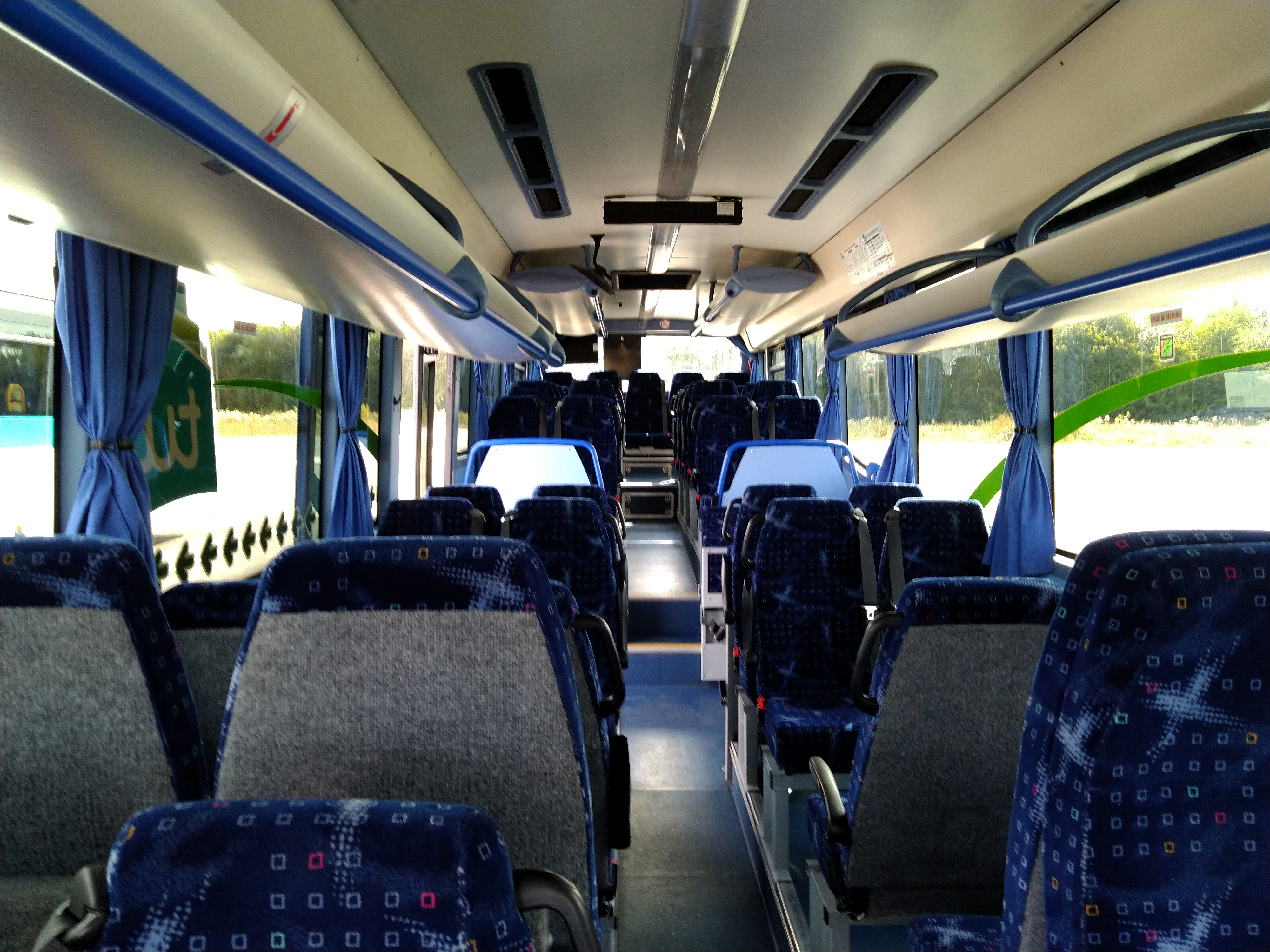
Interiér vozu Iveco Crossway LE Line 12M
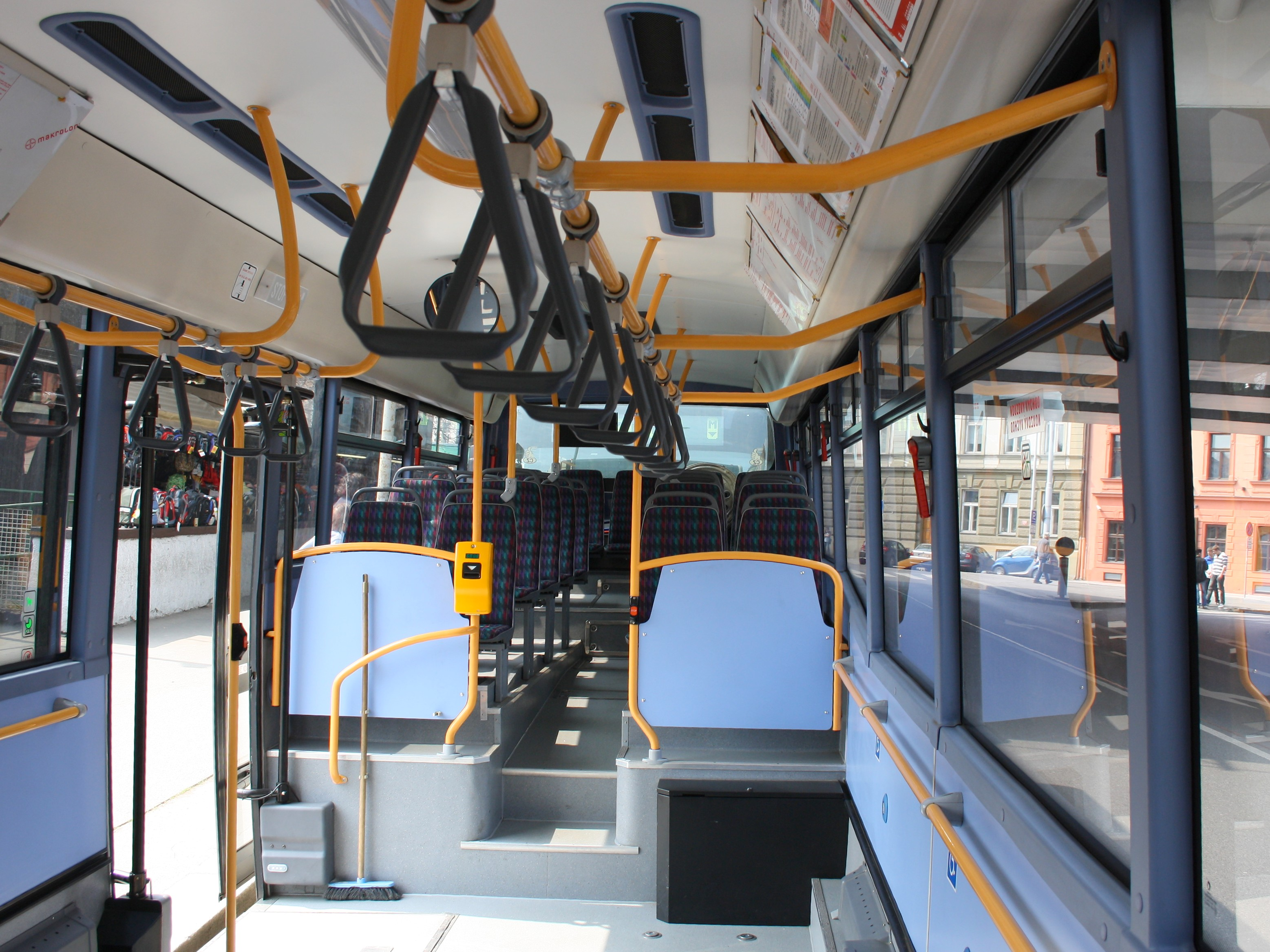
Interiér vozu v úpravě pro tělesně postižené v Praze
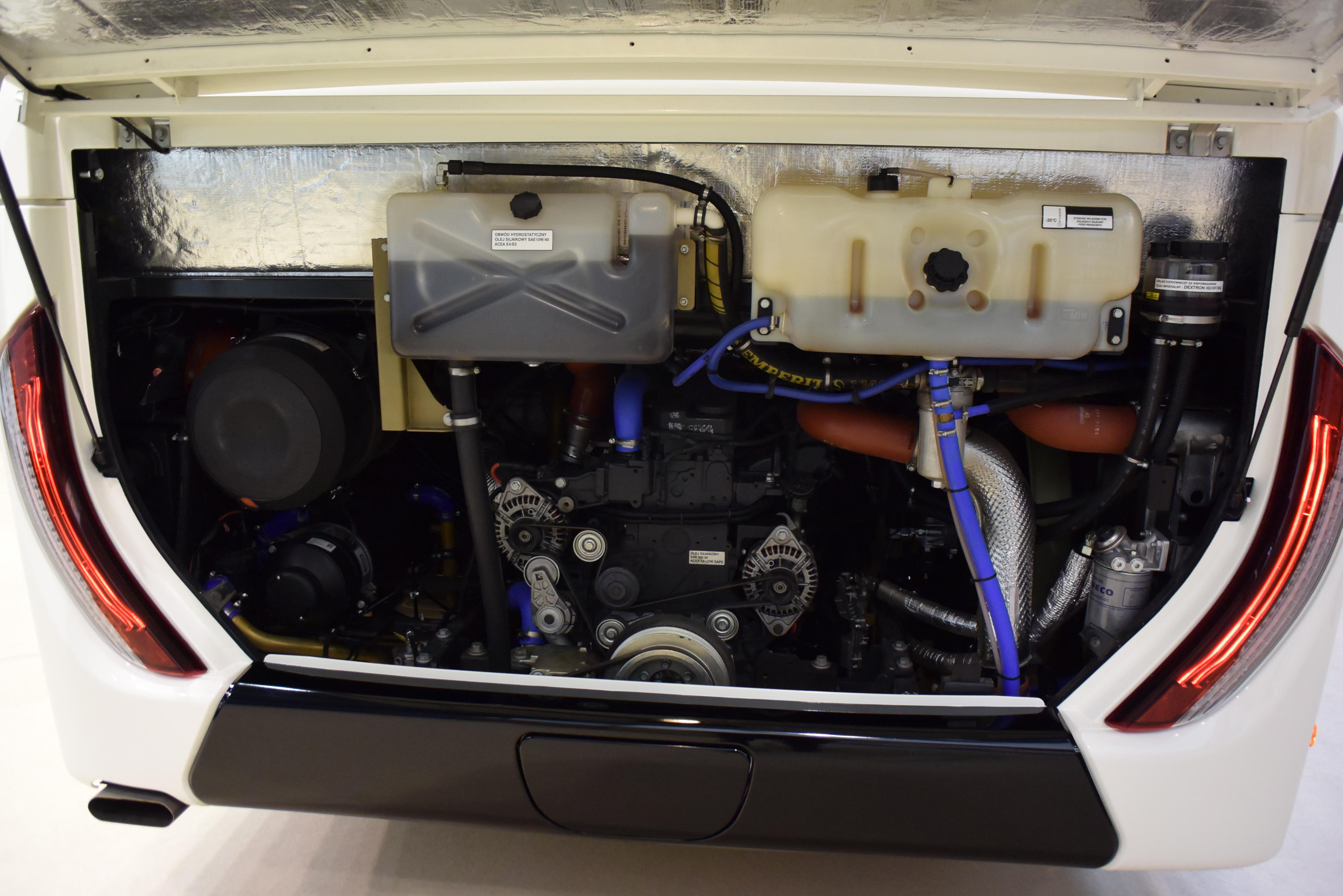
Pohled na motor
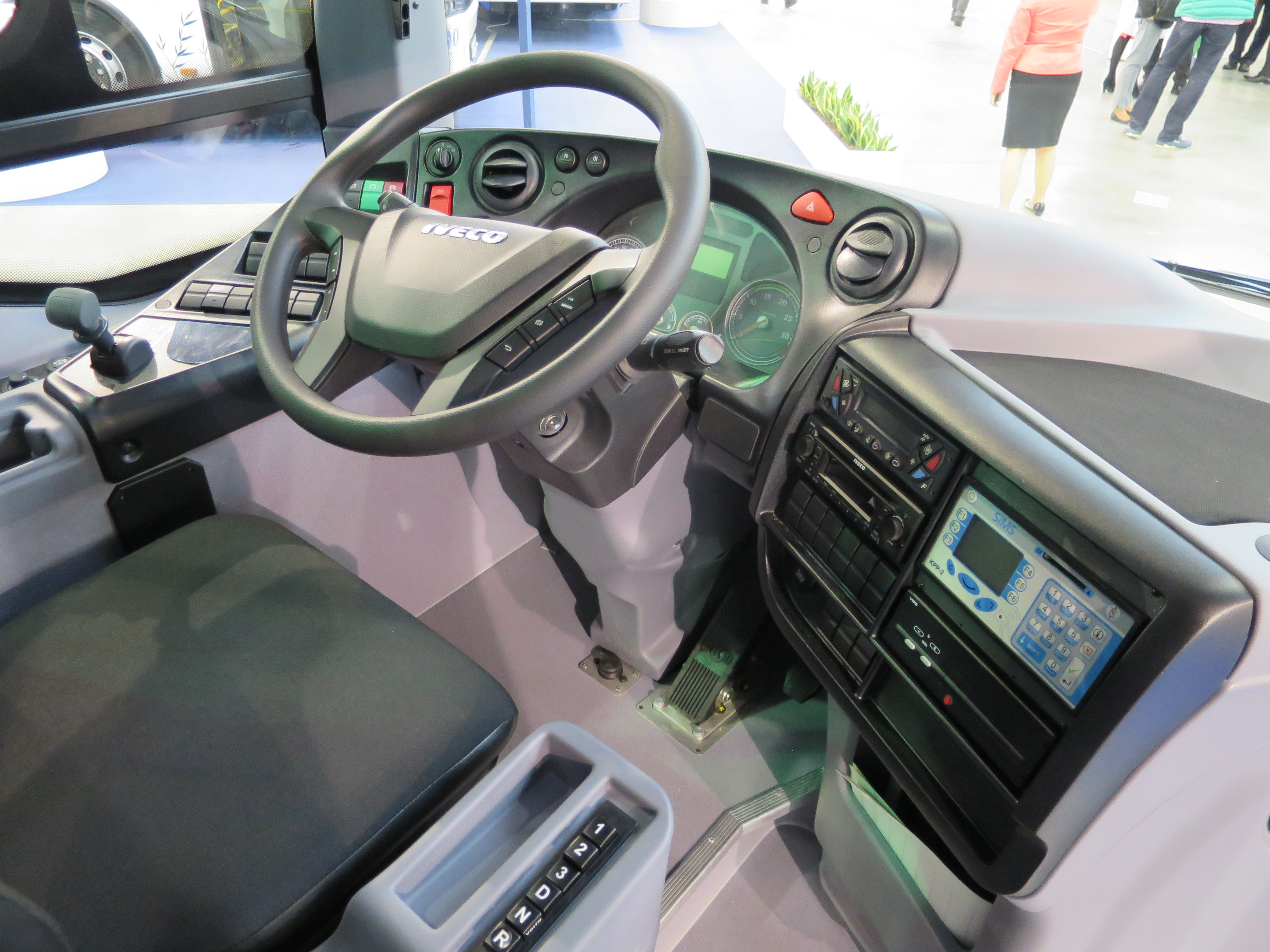
Stanoviště řidiče